# 2. Feldhockey-Bundesliga (Herren)
Die 2. Feldhockey-Bundesliga ist nach der Bundesliga die höchste nationale Spielklasse im deutschen Herren-Hockey. Der Spielbetrieb wird vom Deutschen Hockey-Bund organisiert.
Seit der Einführung der eingleisigen Bundesliga mit zwölf Teams zur Saison 2003/2004 spielt die 2. Bundesliga in zwei Staffeln (Nord, Süd) zu je zehn Mannschaften. Darunter schließen sich die vier Regionalligen (Süd, West, Ost, Nord) an. Die Meister der 2. Bundesliga steigen in die Bundesliga auf. Die beiden letztplatzierten Teams jeder Staffel steigen in die Regionalliga ab.
Die 2. Bundesliga wurde zur Saison 1988 eingeführt und startete mit folgenden 16 Gründungsmitgliedern:
- Nord: DHC Hannover (Bundesligaabsteiger), ETuF Essen, Aachener HC, Düsseldorfer HC, Großflottbeker THGC, Harvestehuder THC, Hockey-Club Hannover, Braunschweiger THC
- Süd: HC Heidelberg (Bundesligaabsteiger), TSV Mannheim, Rot-Weiß München, 1. Hanauer THC, Steglitzer TK, Zehlendorfer Wespen, Eintracht Frankfurt, HG Nürnberg

## Saison 2012/2013
| Platz | Club                   | Spiele | Tore  | Punkte |
| ----- | ---------------------- | ------ | ----- | ------ |
| 1.    | Schwarz-Weiß Neuss (A) | 18     | 69:16 | 54     |
| 2.    | Klipper THC            | 18     | 52:35 | 37     |
| 3.    | Schwarz-Weiß Köln      | 18     | 47:40 | 32     |
| 4.    | Hannover 78            | 18     | 64:61 | 28     |
| 5.    | Großflottbeker THGC    | 18     | 60:60 | 22     |
| 6.    | Rissener SV            | 18     | 47:52 | 20     |
| 7.    | Kahlenberger HTC       | 18     | 51:57 | 20     |
| 8.    | Oberhausener THC (N)   | 18     | 41:57 | 18     |
| 9.    | Rheydter SV            | 18     | 33:56 | 17     |
| 10.   | DHC Hannover (N)       | 18     | 37:67 | 10     |

| Platz | Club                     | Spiele | Tore  | Punkte |
| ----- | ------------------------ | ------ | ----- | ------ |
| 1.    | TC Blau-Weiss Berlin (A) | 18     | 78:33 | 43     |
| 2.    | Münchner SC              | 18     | 58:33 | 39     |
| 3.    | TuS Lichterfelde         | 18     | 42:36 | 34     |
| 4.    | HTC Stuttgarter Kickers  | 18     | 54:45 | 32     |
| 5.    | TSV Mannheim             | 18     | 36:47 | 21     |
| 6.    | TG Frankenthal           | 18     | 40:60 | 21     |
| 7.    | Dürkheimer HC            | 18     | 55:50 | 20     |
| 8.    | Zehlendorfer Wespen      | 18     | 42:42 | 17     |
| 9.    | HC Ludwigsburg (N)       | 18     | 40:54 | 17     |
| 10.   | Mariendorfer HC (N)      | 18     | 3176  | 7      |

## Saison 2011/2012
| Platz | Club                  | Spiele | Tore  | Punkte |
| ----- | --------------------- | ------ | ----- | ------ |
| 1.    | Gladbacher HTC        | 18     | 96:27 | 46     |
| 2.    | Großflottbeker THGC   | 18     | 63:32 | 39     |
| 3.    | Rissener SV           | 18     | 64:56 | 32     |
| 4.    | Kahlenberger HTC      | 18     | 47:55 | 27     |
| 5.    | Hannover 78           | 18     | 53:49 | 24     |
| 6.    | Klipper THC           | 18     | 42:58 | 24     |
| 7.    | Schwarz-Weiß Köln     | 18     | 42:44 | 22     |
| 8.    | Rheydter SV           | 18     | 41:69 | 18     |
| 9.    | DSD Düsseldorf        | 18     | 46:55 | 16     |
| 10.   | Kölner HTC Blau-Weiss | 18     | 33:82 | 7      |

| Platz | Club                        | Spiele | Tore  | Punkte |
| ----- | --------------------------- | ------ | ----- | ------ |
| 1.    | Nürnberger HTC              | 18     | 75:28 | 47     |
| 2.    | Münchner SC                 | 18     | 67:40 | 38     |
| 3.    | Zehlendorfer Wespen         | 18     | 62:42 | 38     |
| 4.    | HTC Stuttgarter Kickers     | 18     | 53:46 | 27     |
| 5.    | TuS Lichterfelde            | 18     | 48:53 | 24     |
| 6.    | Dürkheimer HC               | 18     | 46:50 | 23     |
| 7.    | TG Frankenthal              | 18     | 44:50 | 23     |
| 8.    | TSV Mannheim                | 18     | 50:68 | 15     |
| 9.    | Osternienburger HC          | 18     | 36:74 | 11     |
| 10.   | Rüsselsheimer Ruder-Klub 08 | 18     | 35:65 | 9      |

## Saison 2010/2011
| Platz | Club                  | Spiele | Tore  | Punkte |
| ----- | --------------------- | ------ | ----- | ------ |
| 1.    | Schwarz-Weiß Neuss    | 18     | 94:35 | 47     |
| 2.    | Großflottbeker THGC   | 18     | 75:37 | 43     |
| 3.    | Schwarz-Weiß Köln     | 18     | 38:35 | 29     |
| 4.    | Rissener SV           | 18     | 47:40 | 28     |
| 5.    | Gladbacher HTC        | 18     | 55:58 | 22     |
| 6.    | Hannover 78           | 18     | 43:62 | 22     |
| 7.    | DSD Düsseldorf        | 18     | 49:54 | 18     |
| 8.    | Kölner HTC Blau-Weiss | 18     | 41:74 | 17     |
| 9.    | Rheydter SV           | 18     | 35:56 | 15     |
| 10.   | Club Raffelberg       | 18     | 36:62 | 11     |

| Platz | Club                | Spiele | Tore  | Punkte |
| ----- | ------------------- | ------ | ----- | ------ |
| 1.    | SC Frankfurt 1880   | 18     | 48:24 | 46     |
| 2.    | Münchner SC         | 18     | 58:29 | 44     |
| 3.    | TG Frankenthal      | 18     | 54:45 | 34     |
| 4.    | Zehlendorfer Wespen | 18     | 66:35 | 31     |
| 5.    | Dürkheimer HC       | 18     | 52:51 | 26     |
| 6.    | Stuttgarter Kickers | 18     | 49:54 | 25     |
| 7.    | TuS Lichterfelde    | 18     | 56:53 | 23     |
| 8.    | SC Charlottenburg   | 18     | 40:55 | 22     |
| 9.    | Rot-Weiß München    | 18     | 33:64 | 8      |
| 10.   | HG Nürnberg         | 18     | 39:85 | 0      |